# Década de 1940 nos Estados Unidos
Esta é uma cronologia da década de 1940 nos Estados Unidos.

## 1940
- 2 de janeiro: Charles Edison torna-se o 46.° Secretário da Marinha dos Estados Unidos.[1][2]
- 4 de março: Presidente Franklin D. Roosevelt assina a lei, que cria o Parque Nacional de Kings Canyon, no estado da Califórnia.[3][4][5]
- 3 de abril: Presidente Franklin D. Roosevelt assina a lei, que cria o Parque Nacional de Isle Royale, no estado de Michigan.[6][7][8]
- 15 de junho: O Comitê Nacional de Pesquisa de Defesa (National Defense Research Committee) é criado.[9]
- 11 de julho: Frank Knox torna-se o 47° Secretário da Marinha dos Estados Unidos.[1]
- 18 de julho: O Partido Democrata escolhe novamente Franklin D. Roosevelt como candidato à reeleição.[10]
- 3 de setembro: Os Estados Unidos iniciam a entrega de navios de guerra à Grã-Bretanha.
- 4 de setembro: O Primeiro Comitê da América (America First Committee) é fundado pelo estudante de Direito da Universidade de Yale.
- 25 de setembro: Os Estados Unidos limitam a entrega de petróleo para o Japão.
- 16 de outubro: Benjamin Davis torna-se o primeiro general negro do Exército dos Estados Unidos.
- 5 de novembro: É realizada a eleição presidencial. Franklin D. Roosevelt é reeleito pela terceira vez o presidente dos Estados Unidos, derrotando o candidato republicano Wendell L. Willkie.[11][12]

## 1941
- 10 de janeiro: A Lei de Empréstimo e Arrendamento (Lend-Lease Act) é introduzida pelo Congresso dos Estados Unidos.
- 20 de janeiro: Franklin D. Roosevelt toma posse como o Presidente dos Estados Unidos pelo terceiro mandato.
- 11 de março: A Lei de Empréstimo e Arrendamento (Lend-Lease Act) é aprovada pelo Congresso dos Estados Unidos.[11][13][14][15]
- 21 de maio: A 950 milhas da costa do Brasil, o navio mercante norte-americano SS Robin Moor é afundado pelo submarino alemão U-69 e torna-se o primeiro navio estadunidense a ser afundado por um U-Boat.[16]
- 27 de maio: Presidente Franklin D. Roosevelt declara estado de emergência nacional nos Estados Unidos.[11][17]
- 14 de junho: Presidente Franklin D. Roosevelt ordena o congelamento de todos os bens alemães e italianos.[18][19]
- 16 de junho: Todos os consulados alemães e italianos nos Estados Unidos são ordenados fechados e seus funcionários deixam o país.
- 7 de julho: Os Estados Unidos desembarcam na Islândia, tentando impedir uma invasão potencial pela Alemanha Nazi.[2][20]
- 26 de julho: Presidente Franklin D. Roosevelt ordena o congelamento de todos os bens japoneses.[11]
- 12 de agosto: A Carta do Atlântico é assinada pelo presidente norte-americano Franklin D. Roosevelt e pelo primeiro-ministro britânico Winston Churchill.[11]
- 4 de setembro: O destróier norte-americano USS Greer é atacado pelo submarino alemão.[20]
- 17 de outubro: O destróier norte-americano USS Kearny é torpedeado e danificado pelo submarino alemão U-568 perto da Islândia, matando 11 marinheiros (as primeiras baixas militares americanas da guerra).[11][21][22]
- 30 de outubro: O destróier norte-americano USS Reuben James é atacado pelo submarino alemão U-562.[11]
- 7 de dezembro: Ataque a Pearl Harbor. Os aviões de caça do Japão atacam a base naval norte-americano de Pearl Harbor, Havaí.[11][22][23][24][25]
- 8 de dezembro: O Congresso dos Estados Unidos declara guerra ao Japão, iniciando oficialmente a entrada dos Estados Unidosna Segunda Guerra Mundial.[11][22][23][25][26]
- 11 de dezembro: A Alemanha e a Itália declaram guerra aos Estados Unidos, em resposta à sua declaração de guerra contra ao país.[11][23][27]
- 11 de dezembro: O Primeiro Comitê da América é dissolvido quatro dias depois de Ataque a Pearl Harbor.[28]
- 12 de dezembro: A Hungria e a Romênia declaram guerra aos Estados Unidos.[29]
- 15 de dezembro: O primeiro navio mercante japonês é afundado por um submarino norte-americano.

## 1942
- 1 de janeiro: A Declaração das Nações Unidas é assinada pelos 26 países em Washington, DC.[30]
- 25 de janeiro: A Tailândia declara guerra aos Estados Unidos e ao Reino Unido.
- 26 de janeiro: As primeiras forças norte-americanos chegam à Europa desde 1917, desembarcando em Belfast, na Irlanda do Norte.[31]
- 27 de janeiro: O primeiro navio de guerra japonês é afundado por um submarino norte-americano.
- 8 de fevereiro: Horário de verão entra em vigor nos Estados Unidos.
- 19 de fevereiro: Presidente Franklin Delano Roosevelt decreta a transferência de cidadãos nipo-americanos para campos de concentração.
- 24 de fevereiro: A Voz da América começa a transmitir.
- 18 de abril: Tóquio e outras cidades japonesas são bombardeadas pelos 16 bombardeiros norte-americanos comandados pelo Terente-Coronel James Doolittle.[11][32]
- 7 de maio: A Marinha dos Estados Unidos vence a Batalha do Mar de Coral.[11][33]
- 14 de maio: Presidente Franklin D. Roosevelt assina a lei, que cria o Corpo Auxiliar Feminino (Women's Auxiliary Army Corps).[33][34][35]
- 4 a 7 de junho: Batalha de Midway.
- 5 de junho: Os Estados Unidos declaram guerra à Bulgária, à Hungria e à Romênia.
- 13 de junho: O Escritório de Informação de Guerra e a Agência de Serviços Estratégicos (Office of Strategic Services) são criados.[11]
- 17 de agosto: Os Estados Unidos realizam os primeiros ataques aéreos na Europa.
- 9 de setembro: USS Kingfish embarca em sua primeira patrulha do submarino norte-americano.
- 16 de setembro: O Serviço das Pilotos Femininas da Força Aérea (Women Airforce Service Pilots) é criado nos Estados Unidos.
- 8 de novembro: As tropas dos Estados Unidos e da Grã-Bretanha desembarcam na África do Norte.
- 26 de novembro: O racionamento de gasolina é ordenado pelo presidente Franklin D. Roosevelt.
- 1 de dezembro: Começa o racionamento de gasolina nos Estados Unidos.

## 1943
- 14 de janeiro: A Conferência de Casablanca, onde Franklin D. Roosevelt torna-se o primeiro presidente dos Estados Unidos a viajar de avião no exercício do mandato para reunir-se com Winston Churchill com a discussão sobre a Segunda Guerra Mundial.
- 15 de janeiro: O Pentágono, a sede do Departamento de Defesa dos Estados Unidos, é inaugurado em Arlington, Virginia, sendo um dos edifícios mais famosos do mundo.
- 24 de janeiro: Winston Churchill, Franklin D. Roosevelt, Charles de Gaulle e Henri Giraud reúnem-se na Conferência de Casablanca.[11]
- 1 de julho: Presidente Franklin D. Roosevelt assina a lei, que dissolve o Corpo Auxiliar Feminino (Women's Army Auxiliary Corps).[36]
- 10 de julho: Tropas norte-americanas, britânicas e canadenses invadem Sicilia.[11][37]
- 3 a 9 de setembro: Tropas norte-americanas e britânicas desembarcam na Itália.[11]
- 8 de setembro: General Dwight D. Eisenhower anuncia publicamente a rendição da Itália aos Aliados.
- 29 de setembro: General Dwight D. Eisenhower e marechal italiano Pietro Badoglio assinam um artistício a bordo do navio britânico HMS Nelson, no litoral de Malta.
- 1 de novembro: Tropas estadunidenses invadem Bougainville, nas Ilhas Salomão.
- 16 de novembro: O submarino norte-americano US Corvina é torpedeado pelo submarino japonês I-176 perto de Truk.
- 22 a 26 de novembro: O presidente dos Estados Unidos, Franklin D. Roosevelt, o primeiro-ministro britânico Winston Churchill, e o líder da República da China, Chiang Kai-shek reúnem-se na primeira Conferência de Cairo em Cairo, Egito.[11][38]
- 28 de novembro: O presidente dos Estados Unidos, Franklin D. Roosevelt, o primeiro-ministro britânico Winston Churchill, e o líder da União Soviética, Josef Stálin, encontram-se em Teerã, Irã para discutir a estratégia de guerra, iniciando a Conferência de Teerã (até o dia 1 de dezembro).[39]
- 4 de dezembro: Termina oficialmente a Grande Depressão nos Estados Unidos.
- 17 de dezembro: Presidente Franklin D. Roosevelt assina a lei, revogando os Atos de Exclusão Chinesa (Chinese Exclusion Act).[39]

## 1944
- 22 de janeiro: Forças norte-americanas desembarcam em Anzio, Itália.[11][18]
- 4 de março: Berlim é bombardeada pela primeira vez pelos aviões norte-americanos.[40][41]
- 6 de junho: Forças norte-americanas, britânicas e canadenses desembarcam nas praias da Normandia, na França, no Dia D.[11][40]
- 20 de julho: A Conveção do Partido Democrata escolhe novamente Franklin D. Roosevelt como candidato à reeleição.[42]
- 25 de agosto: Os aliados libertam a Roma.
- 20 de outubro: Forças norte-americanas invadem Leyte, Filipinas.[43]
- 25 de outubro: O contratorpedeiro norte-americano USS Hoel é afundado pelos navios japoneses.
- 7 de novembro: É realizada a eleição presidencial. Franklin Roosevelt é reeleito pela quarta vez presidente do Estados Unidos, derrotando o candidato republicano Thomas Dewey.[43][44]
- 29 de novembro: A Lei Rodoviária Federal é aprovada pelo Congresso dos Estados Unidos, criando o sistema nacional de rodovias interestaduais.
- 11 de dezembro: O destróier norte-americano USS Reid (DD-369) é afundado pelos aviões suicidas japoneses.[45]
- 16 de dezembro: Os militares norte-americanos sofrem uma contra-ofensiva alemã nas Ardenas.

## 1945
- 20 de janeiro: Franklin D. Roosevelt toma posse como o presidente dos Estados Unidos pelo quarto mandato.
- 4 a 11 de fevereiro:  O presidente dos Estados Unidos, Franklin D. Roosevelt, o primeiro-ministro britânico, Winston Churchill, e o presidente da União Soviética, Josef Stalin, reúnem-se na Conferência de Ialta no Palácio Livadia, na estação balneária de Ialta, nas margens do mar Negro, na Crimeia.[43][46][47][48]
- 14 de fevereiro: A Força Aérea dos Estados Unidos e a Força Aérea Real bombardeiam Dresden.[43]
- 23 de fevereiro: Uma fotografia histórica, Raising the Flag on Iwo Jima, é tirada por Joe Rosenthal na ilha de Iwo Jima, Japão. Ela mostra cinco marinheiros estadunidnenses e um corpsman da Marinha dos Estados Unidos fincando a bandeira dos Estados Unidos no topo do Monte Suribachi indicando a sua conquista durante a Batalha de Iwo Jima na Segunda Guerra Mundial.
- 11 de abril: O 3.° Exército norte-americano liberta o campo de concentração de Buchenwald.
- 12 de abril: Presidente Franklin D. Roosevelt morre de hemorragia cerebral em Warm Springs, Geórgia e e é sucedido pelo seu vice Harry S. Truman como 33° presidente dos Estados Unidos.[43][48][49]
- 16 de julho: A primeira bomba atômica é detonada no deserto de Alamogordo, Novo México.[50]
- 28 de julho: Um bombardeiro B-25 do Exército dos Estados Unidos colide acidentalmente contra o Edifício Empire State, vitimando mortalmente 14 pessoas. O Senado dos Estados Unidos ratifica a Carta das Nações Unidas.[51]
- 28 de julho: Um avião se choca com o Empire State Building, de Nova York causando 28 mortes.
- 30 de julho: O maior navio de guerra norte-americano USS Indianapolis é afundado pelo submarino alemão.[52]
- 6 de agosto: A primeira bomba atômica de apelidada de Little Boy é lançada pelos Estados Unidos na cidade japonesa de Hiroshima.[51][53]
- 9 de agosto: A segunda bomba atômica de apelidada de Fat Man é lançada pelos Estados Unidos na cidade japonesa de Nagasaki.[51][53]
- 2 de setembro: O Japão assina o ato formal de rendição a bordo do encouraçado norte-americano USS Missouri, na Baía de Tóquio, na presença do general Douglas MacArthur, dando fim à Segunda Guerra Mundial.[54]

## 1946
- 24 de janeiro: A primeira reunião da Assembleia Geral das Nações Unidas ocorre após a sua fundação pelos 51 países.
- 14 de fevereiro: O primeiro computador digital eletrônico, o ENIAC (Electrical Numerical Integrator and Calculator), é criado pelos cientistas estadunidenses John Eckert e John Mauchly, da Electronic Control Company.
- 1 de abril: Começa a greve de 400 mil do Sindicato dos Trabalhadores Mineiros (United Mine Workers).[55][56][57]
- 4 de junho: Inicia o julgamento dos líderes japoneses da Segunda Guerra Mundial.[58]
- 4 de julho: Os Estados Unidos reconhecem a República das Filipinas.[59]
- 7 de julho: Papa Pio XII anuncia a canonização de Francisca Xavier Cabrini (Madre Cabrini), a primeira cidadã norte-americana a ser reconhecida como santa pela Igreja Católica.[60][61]
- 1 de agosto: Presidente Harry S. Truman assina a lei, criando a Comissão de Energia Atômica dos Estados Unidos (United States Atomic Energy Commission).[61][62]

## 1947
- 12 de março: Presidente Harry S. Truman, em um dramático discurso ao Congresso norte-americano anuncia a Doutrina Truman, iniciando a Guerra Fria.[53][57]
- 21 de março: A Vigésimo-segunda emenda da Constituição dos Estados Unidos é aprovada pelo Congresso norte-americano.
- 25 de março: Um explosão de uma mina de carvão mata 111 mineiros em Centralia, Illinois.
- 9 de abril: Os tornados atingem Texas, Oklahoma e Kansas, matando 181 pessoas e ferindo 970.
- 11 de abril: Jackie Robinson do Brooklyn Dodgers torna-se o primeiro jogador afro-americano de beisebol na Major League Baseball.[63][64]
- 5 de junho: Os Estados Unidos ratificam os tratados de paz com a Itália, a Hungria, a Bulgária e a Romênia.[64]
- 5 de junho: Na Universidade de Harvard, o secretário de Estado George Marshall apresenta o Plano Marshall de ajuda aos países europeus afetados pela Segunda Guerra Mundial.[65]
- 11 de junho: Termina o racionamento de açúcar.[66]
- 8 de julho: A imprensa norte-americano publica a notícia da captura pelas forças aéreas de um disco voador encontrado no Novo México, dando origem ao que fica conhecido como Caso Roswell.
- 26 de julho: Em Washington, D.C., o presidente Harry S. Truman assina a Lei de Segurança Nacional (National Security Act of 1947), que cria a Agência Central de Inteligência (CIA, Central Intelligence Agency), o Departamento de Defesa (Department of Defense), o Estado Maior Conjunto (Joint Chiefs of Staft) e o Conselho Nacional de Segurança (National Security Council).[53][57][67][68][69][70]
- 18 de setembro: A Força Aérea dos Estados Unidos é oficialmente instituída como órgão independente a partir do Exército dos Estados Unidos.[70]
- 14 de outubro: O major da Força Aérea dos Estados Unidos, Charles Elwood Yeager, torna-se o primeiro homem a ultrapassar a velocidade do som, com o avião a jato Bell X-1.[71]

## 1948
- 12 de janeiro: A Suprema Corte dos Estados Unidos proclama a igualdade entre brancos e negros.
- 25 de fevereiro: Martin Luther King é nomeado pastor bastista.
- 3 de abril: A Carta da Organização dos Estados Americanos é assinada pelos 21 países americanos. Presidente Harry Truman assina o Plano Marshall, conhecido oficialmente como Programa de Recuperação Europeia, de ajuda econômica e reconstrução de dezesseis países, nos anos seguintes à Segunda Guerra Mundial.
- 30 de abril: A Organização dos Estados Americanos é fundada pelos Estados Unidos e pelas 20 nações latino-americanas em Bogotá, Colômbia.[72]
- 14 de maio: Presidente Harry Truman reconhece o novo estado de Israel.[72][73]
- 15 de julho: A Convenção do Partido Democrata escolha novamente Harry S. Truman como candidato à reeleição.[74]
- 26 de julho: Presidente Harry S. Truman assina a Ordem Executiva 9981 (Executive Order 9981), proibindo a segregação racial nas forças armadas do país.[57]
- 2 de novembro: É realizada a eleição presidencial. Harry S. Truman é reeleito Presidente dos Estados Unidos.[53][75][76]

## 1949
- 19 de janeiro: O salário do presidente dos Estados Unidos é aumentado de 75 mil dólares para 100 mil dólares e o do vice-presidente dos Estados Unidos, 20 mil dólares para 30 mil dólares.[77]
- 20 de janeiro: Presidente Harry S. Truman começa seu segundo mandato.[78]
- 21 de janeiro: Dean Acheson torna-se o Secretário de Estado dos Estados Unidos.[75]
- 11 de fevereiro: Dwight D. Eisenhower é nomeado pelo presidente Harry S. Truman como presidente do Estado Maior Conjunto dos Estados Unidos (Chairman of the Joint Chiefs of Staff).[79]
- 4 de abril: O Tratado do Atlântico Norte é assinado pelos doze países, criando a Organização do Tratado do Atlântico Norte (OTAN) em Washington, DC.[53][80][81]
- 18 de abril: Inicia a construção do porta-aviões USS United States, em Newport News, na Virgínia.
- 23 de abril: O Secretário de Defesa anuncia o cancelamento da construção do porta-aviões USS United States.[80]
- 29 de junho: As últimas das tropas norte-americanas são retiradas da Coreia.[82][83]
- 21 de julho: O Senado dos Estados Unidos ratifica a Organização do Tratado do Atlântico Norte por um voto de 82 contra 13.[75]
- 3 de agosto: A National Basketball League é fundida com a Basketball Association of America, formando a National Basketball Association, a liga profissional de basquetebol dos Estados Unidos.[84]
- 9 de agosto: O assento ejetor do avião é usado pela primeira vez.[80]
- 10 de agosto: O National Military Establishment é renomeado para o Departamento de Defesa dos Estados Unidos.[85]
- 19 de outubro: Termina o julgamento dos líderes japoneses da Segunda Guerra Mundial.[58]
- 26 de outubro: O Congresso dos Estados Unidos aumenta o salário mínimo de 40 para 75 centavos por hora.[75][86]